# Agyrta vitrea
Agyrta vitrea är en fjärilsart som beskrevs av William Schaus 1910. Agyrta vitrea ingår i släktet Agyrta och familjen björnspinnare. Inga underarter finns listade i Catalogue of Life.